# Vytenis Andriukaitis
Vytenis Povilas Andriukaitis (ur. 9 sierpnia 1951 w Jakucji) – litewski polityk, lekarz, poseł na Sejm, od 2012 do 2014 minister zdrowia, komisarz europejski (2014–2019), deputowany do Parlamentu Europejskiego X kadencji.

## Życiorys
Urodził się w Jakucji, dokąd w 1941 zostali deportowani jego rodzice. Przyjechał na Litwę w 1958. W 1975 ukończył studia w Instytucie Medycznym w Kownie, specjalizując się w zakresie chirurgii. Od 1979 do 1984 studiował także zaocznie na wydziale historii Uniwersytetu Wileńskiego. Od 1976 pracował w szpitalach w Kownie i Ignalinie, a od 1984 do 1990 w Wilnie. W latach 1975–1982 uczestniczył w nielegalnych wykładach myśli politycznej. W 1976 został tymczasowo aresztowany i objęty trzyletnim dozorem.
Sprawował mandat poselski w Radzie Najwyższej Litewskiej SRR w latach 1990–1992. Był jednym z autorów tekstu i następnie sygnatariuszem aktu niepodległości z 11 marca 1990. W parlamencie zasiadał też przez trzy kolejne kadencje, będąc wybieranym w 1992, 1996 i 2000 z ramienia Litewskiej Partii Socjaldemokratycznej. Dwukrotnie reprezentował to ugrupowanie w wyborach prezydenckich, przegrywając w pierwszych turach (w 1997 uzyskał 5,7% głosów, a w 2002 otrzymał 7,3% głosów). Od 1999 do 2001 był przewodniczącym socjaldemokratów. W 2000 krótko wchodził w skład wileńskiej rady miasta.
Od 2001 pełnił funkcję wicemarszałka Sejmu, kierował także komisją ds. europejskich. Mandat złożył tuż przed upływem kadencji, gdy jego nazwisko pojawiło się wśród kilku innych posłów podejrzewanych przez prokuraturę o przyjmowanie łapówek od jednego z przedsiębiorstw. Vytenis Andriukaitis przegrał kolejne wybory, startując jako niezależny.
Zarzuty pod jego adresem nie zostały potwierdzone. W wyniku wyborów parlamentarnych w 2008 po czteroletniej przerwie powrócił do Sejmu jako kandydat z listy partyjnej LSDP. W 2012 z ramienia tego ugrupowania uzyskał reelekcję na kolejną kadencję.
13 grudnia 2012 rozpoczął urzędowanie jako minister zdrowia w rządzie Algirdasa Butkevičiusa. Na stanowisku tym zastąpił Raimondasa Šukysa. Odszedł z rządu 17 lipca 2014.
W tym samym roku uzyskał nominację (od 1 listopada 2014) na komisarza ds. zdrowia i bezpieczeństwa żywności w Komisji Europejskiej, na czele której stanął Jean-Claude Juncker. W 2019 ponownie ubiegał się o urząd prezydenta; w pierwszej turze głosowania otrzymał wówczas 4,8% głosów. W tym samym roku zakończył pełnienie funkcji w KE. W 2024 z ramienia socjaldemokratów został wybrany na eurodeputowanego X kadencji.

## Odznaczenia
- Krzyż Komandorski Orderu Wielkiego Księcia Giedymina – 2004[8]
- Medal Niepodległości Litwy – 2000[8]
- Krzyż Wielki Orderu Zasługi – Portugalia, 2003[9]
- Medal Rady Bałtyckiej – 2002[10]